# Ungmennafélagið Stjarnan
L'Ungmennafélagið Stjarnan ou UMF Stjarnan est un club omnisports basé à Garðabær en Islande. Fondé en 1960, il comprend des sections de football, de volley-ball, de basket-ball, de handball, de gymnastique et de natation.
En islandais, Stjarnan signifie « l'étoile » (fém. singulier stjarna stjarna#Islandais).

## Section football
Maillots
Actualités
La section de football joue en Úrvalsdeild (première division masculine de football) à laquelle il a accédé à l'automne 2008. Il s'est fait connaître par ses célébrations de buts, notamment une scène représentant la pêche d'un poisson frétillant, une bicyclette humaine, et une imitation de Rambo, dont les vidéos ont été publiées très largement sur Internet.
L'un des plus grands exploits du Stjarnan en football masculin est survenu en 2014, lorsqu'ils ont remporté le championnat d'Islande pour la première fois de leur histoire. Cette victoire historique a marqué un tournant pour le club et a renforcé sa réputation sur la scène nationale.
En outre, le Stjarnan a également réalisé de bonnes performances en compétition européenne, notamment en UEFA Europa League. En 2014, ils ont réussi à se qualifier pour les barrages de la compétition, après avoir battu notamment les polonais du Lech Poznań et les écossais de Motherwell marquant ainsi un autre jalon important dans leur histoire.

### Palmarès
Section masculine
- Championnat d'Islande
  - Champion : 2014
  - Vice-champion : 2016 et 2017
- Championnat d'Islande de deuxième division
  - Champion : 1989
- Championnat d'Islande de troisième division
  - Champion : 1988
- Coupe d'Islande
  - Vainqueur : 2018
  - Finaliste : 2012 et 2013
- Supercoupe d'Islande
  - Vainqueur : 2015 et 2019

Section féminine

### Parcours européen
Légende
- Victoire ou qualification pour le tour suivant
- Match nul
- Défaite ou élimination de la compétition

Note : dans les résultats ci-dessous, le score du club est toujours donné en premier
| Saison    | Compétition             | Tour             | Club                | Domicile | Extérieur | Total  |
| --------- | ----------------------- | ---------------- | ------------------- | -------- | --------- | ------ |
| 2014-2015 | Ligue Europa            | Premier tour Q   | Bangor City         | 4 - 0    | 4 - 0     | 8 - 0  |
| 2014-2015 | Ligue Europa            | Deuxième tour Q  | Motherwell FC       | 3 - 2 ap | 2 - 2     | 5 - 4  |
| 2014-2015 | Ligue Europa            | Troisième tour Q | Lech Poznań         | 1 - 0    | 0 - 0     | 1 - 0  |
| 2014-2015 | Ligue Europa            | Barrages Q       | Inter Milan         | 0 - 3    | 0 - 6     | 0 - 9  |
| 2015-2016 | Ligue des champions     | Deuxième tour Q  | Celtic FC           | 1 - 4    | 0 - 2     | 1 - 6  |
| 2017-2018 | Ligue Europa            | Premier tour Q   | Shamrock Rovers     | 0 - 1    | 0 - 1     | 0 - 2  |
| 2018-2019 | Ligue Europa            | Premier tour Q   | Nõmme Kalju         | 3 - 0    | 0 - 1     | 3 - 1  |
| 2018-2019 | Ligue Europa            | Deuxième tour Q  | FC Copenhague       | 0 - 2    | 0 - 5     | 0 - 7  |
| 2019-2020 | Ligue Europa            | Premier tour Q   | Levadia Tallinn     | 2 - 1    | 2 - 3     | 4E - 4 |
| 2019-2020 | Ligue Europa            | Deuxième tour Q  | Espanyol Barcelone  | 1 - 3    | 0 - 4     | 1 - 7  |
| 2021-2022 | Ligue Europa Conférence | Premier tour Q   | Bohemian FC         | 1 - 1    | 0 - 3     | 1 - 4  |
| 2024-2025 | Ligue Conférence        | Premier tour Q   | Linfield FC         | 2 - 0    | 2 - 3     | 4 - 3  |
| 2024-2025 | Ligue Conférence        | Deuxième tour Q  | Paide Linnameeskond | 2 - 1    | 0 - 4     | 2 - 5  |

### Anciens joueurs célèbres
- Veigar Páll Gunnarsson
- Árni Gautur Arason
- Arnór Guðjohnsen
- Mads Laudrup

## Section handball

### Palmarès
Section masculine
- Coupe d'Islande
  - Vainqueur  (4) : 1987, 1989, 2006, 2007
- Championnat d'Islande de deuxième division
  - Vainqueur (2) : 1982, 2016

Section féminine
- Championnat d'Islande
  - Vainqueur (7) : 1991, 1995, 1998, 1999, 2007, 2008, 2009
- Coupe d'Islande
  - Vainqueur (7) : 1989, 1996, 1998, 2005, 2008, 2009, 2016

### Personnalités liées à la section
Parmi les personnalités liées à la section, on trouve :
- Dimitri Filippov : joueur de 1994 à 1996
- / Florentina Grecu-Stanciu : joueuse de 2004 à 2011 et 2013 à 2016
- Nina Getsko-Lobova : joueuse de 1991 à 1994
- Gunnar Steinn Jónsson : joueur de 2021 à 2023
- Edouard Moskalenko : joueur de 1999 à 2001
- / Ramúne Pekarskyté : joueuse de 2017 à 2018

## Section volley-ball

### Palmarès
Section masculine
- Championnat d'Islande
  - Vainqueur (5) : 2003, 2004, 2006, 2007, 2008
- Coupe d'Islande
  - Vainqueur  (6) : 2003, 2004, 2005, 2006, 2007, 2008